# Mazán László
Mazán László Gyula (Békéscsaba, 1899. április 15. – Békéscsaba, 1949. május 16.) magyar festőművész, rajztanár.

## Életpályája
Szülei: Mazán János evangélikus tanító és Szolár Teréz voltak. Általános és középiskolai tanulmányait szülővárosában végezte el. A Rudolf Főgimnáziumban első mestere Zvarinyi (Zerinváry) Lajos volt, akinek korán feltűnt tehetsége, ezért műtermében magánórákat is vett. A műtermet és más békéscsabai életképeket is művészi iróniával ragadott meg. 1917-ben katonának állt; az olasz fronton szolgált. 1918-ban betegen tért haza, majd román fogságba esett. 1920-ban a Képzőművészeti Főiskola hallgatója lett, ahol Réti István és Rudnay Gyula oktatták. 1925-ben lett a békéscsabai Rudolf Gimnázium helyettes, 1928-tól rendes tanára.